# Juan Hidalgo de Polanco
Juan Hidalgo de Polanco (Madrid, 28 settembre 1614 – Madrid, 31 marzo 1685) è stato un compositore e arpista spagnolo che divenne il più influente compositore spagnolo del suo tempo componendo le musiche per le due prime opere create in Spagna. Viene considerato da molti il padre dell'opera spagnola e della zarzuela.

## Biografia
Tra il 1630 e 1631 divenne arpista della cappella reale spagnola, responsabile dell'esecuzione di musica sacra e profana, oltre che musicista privato del re, Filippo IV. Intorno al 1645 divenne direttore dell'orchestra da camera del re e compositore di villancico, canzoni e musica per il teatro.
Fu il capostipite dell'opera spagnola con Celos aun del aire matan, su libretto di Calderon de la Barca, basata sulla storia di Cephalus e Procris narrata nelle Metamorfosi di Ovidio, rappresentata il 5 dicembre 1660 in occasione del terzo compleanno del principe Felipe Prospero. Essa è considerata la più antica opera spagnola.
Juan Hidalgo fu il dominatore della musica, sacra e profana, alla corte di Spagna fino alla sua morte. Fu un compositore molto prolifico e godette di grande popolarità nel corso dell'intera carriera. La sua importanza, nella storia del teatro musicale spagnolo, è simile a quella di Henry Purcell in Inghilterra e di Lully in Francia. Compose le musiche per almeno nove opere a sfondo religioso che vennero rappresentate in pubblico nelle festività del Corpus Domini. Le sue opere per rappresentazioni di corte comprendono 16 commedie (comedias), molte opere cantate (zarzuela) e semi-opera, e due opere. Compose inoltre numerose villancicos e musica liturgica.
La sua vita è stata rievocata nel romanzo, The Harpist of Madrid, di Gordon Thomas.

## Opere principali
- 1656 - Pico y Canente (Luis de Ulloa y Pereira) / Commedia pastorale
- 1658? - Triunfos de amor y fortuna (Antonio de Solís) / Opera mitologica. In collaborazione con Cristobal Galán.
- 1658 - El laurel de Apolo (Pedro Calderón de la Barca) / Zarzuela (la musica è andata persa).
- 1660 - La púrpura de la rosa (Calderón de la Barca) / Opera (la musica è andata persa).
- 1660 - Celos aun del aire matan (Calderón de la Barca) / Opera.
- 1661 - Eco y Narciso (Calderón de la Barca) / Commedia pastorale
- 1661 - El hijo del Sol, Faetón (Calderón de la Barca).
- 1662 - Ni amor se libra de amor (Calderón de la Barca) /Zarzuela (persa)
- 1670 - La estatua de Prometeo (Calderón de la Barca) / Zarzuela.
- 1670 - Fieras afemina amor (Calderón de la Barca)
- 1672 - Los celos hacen estrellas (Juan Vélez de Guevara) / Zarzuela (musica giunta a noi)
- 1672 - Alfeo y Aretusa (Juan Bautista Diamante) / Zarzuela
- 1673 - Los juegos olímpicos (Agustín de Salazar y Torres) / Zarzuela
- 1675 - El templo de Palas (Francisco de Avellaneda).
- 1680 - Hado y divisa de Leonido y Marfisa (Calderón de la Barca) / Opera.
- 1684 - Apolo y Leucotea (Pedro Scotti de Agoiz) / Zarzuela.
- 1684 - Endimión y Diana (Melchor Fernández de León) / Zarzuela
- 1684 - Ícaro y Dédalo (Fernández de León) / Opera mitologica
- 1695 - El primer templo de Amor (Fernández de León) / Mitologica-pastorale